# Maria Cristina di Borbone-Due Sicilie (regina di Sardegna)
Maria Cristina Amalia Teresa di Borbone-Due Sicilie (Reggia di Caserta, 17 gennaio 1779 – Savona, 11 marzo 1849) fu principessa di Napoli e Sicilia per nascita e regina consorte di Sardegna come moglie del sovrano Carlo Felice.

## Biografia

### Infanzia

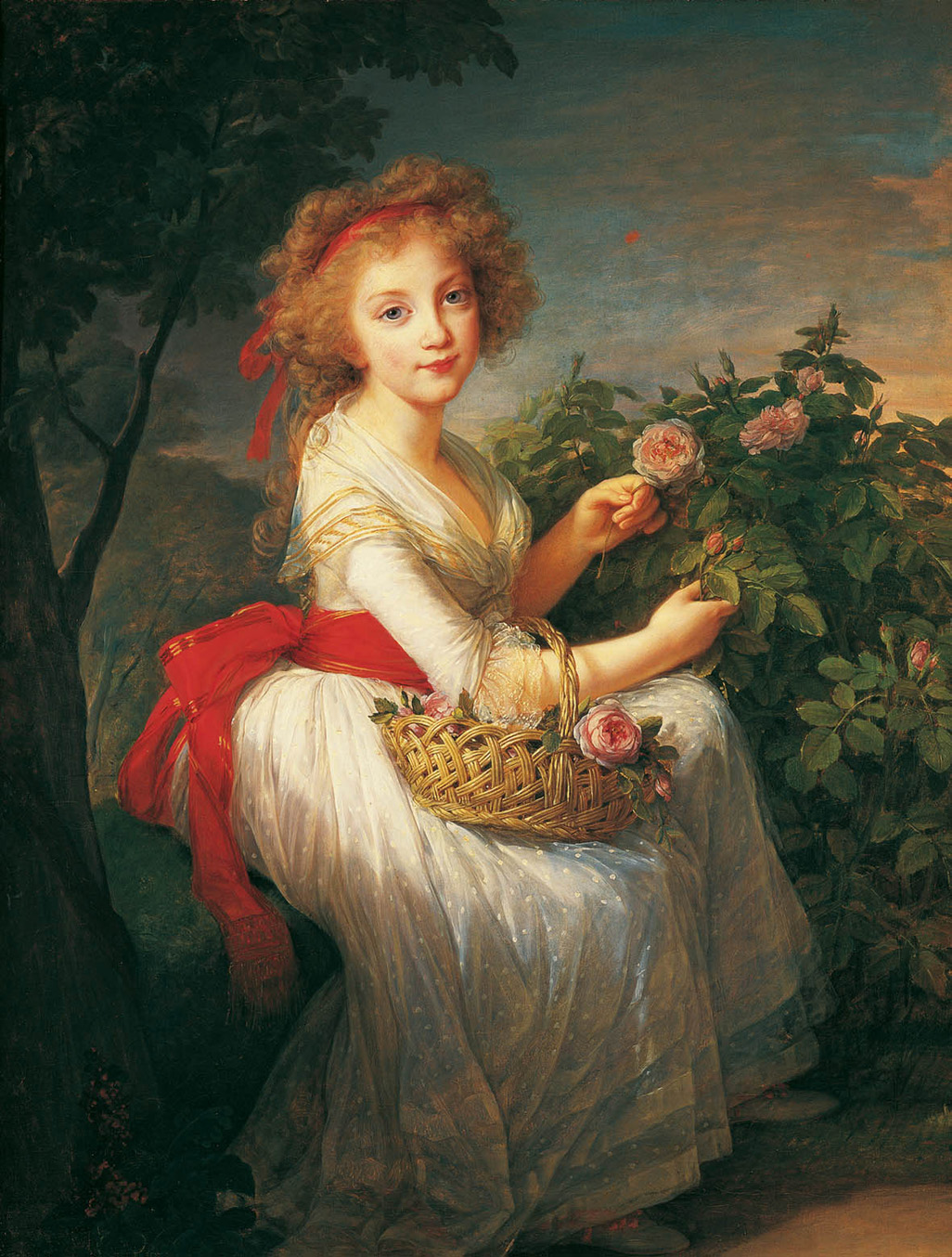
Maria Cristina in tenera età, di Élisabeth Vigée Le Brun, Museo di Capodimonte, 1790

Maria Cristina era figlia del re di Napoli Ferdinando IV e di Maria Carolina d'Austria. Aveva una sorella gemella, Maria Cristina Amalia, che morì di vaiolo a soli quattro anni, il 26 febbraio 1783.
Da giovinetta fu affidata alle cure e all'educazione della marchesa Vincenza D'Ambrogio.

### Matrimonio

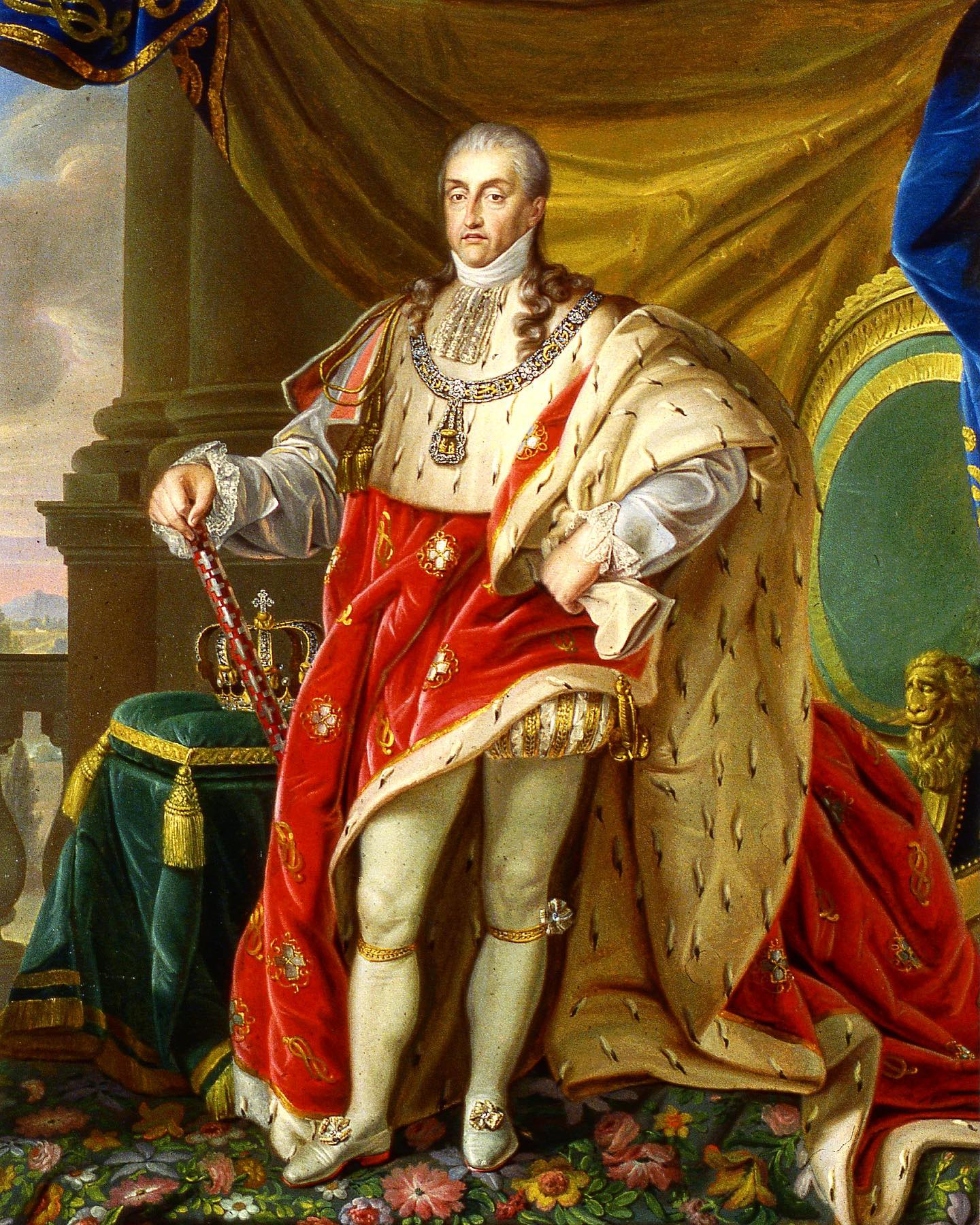
Ritratto di Carlo Felice, re di Sardegna, di Luigi Bernero, Torino, Museo nazionale del Risorgimento italiano

Il 6 aprile 1807 sposò a Palermo Carlo Felice di Savoia, marchese di Susa, che divenne re di Sardegna a seguito delle abdicazioni dei due fratelli maggiori (Carlo Emanuele IV nel 1802 e Vittorio Emanuele I nel 1821).

### Regina di Sardegna

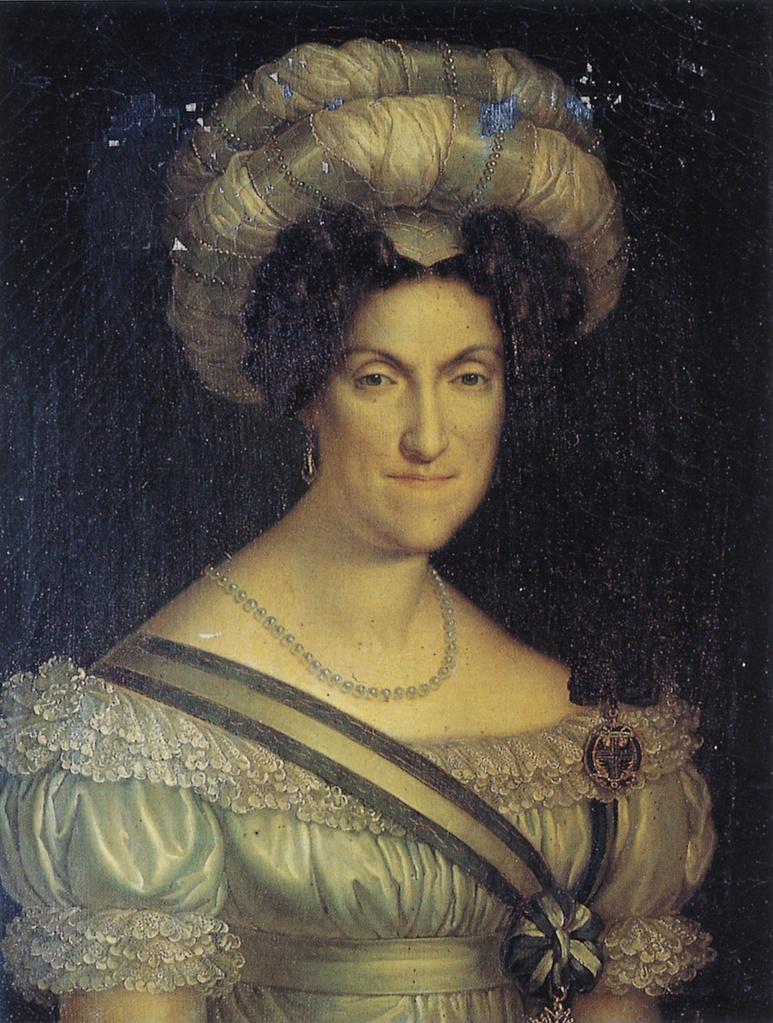
La regina Maria Cristina di Borbone-Napoli, Villa d'Orri, Sarroch

Non ebbe figli. I coniugi passarono parte della loro vita nei periodi estivi tra il castello di Agliè e il castello di Govone, in Piemonte, dove fecero importanti lavori di riorganizzazione ed adattamento alle esigenze reali, e nella Villa Tuscolana La Rufinella presso Frascati. Nel 1820 Maria Cristina ereditò la Villa per lascito testamentario della cognata, la duchessa del Chiablese Maria Anna di Savoia, e vi visse per lunghi periodi fino al 1824. Ella finanziò e seguì personalmente gli scavi archeologici di Tuscolo, attuati su concessione del Papa fino al 1839. La regina chiamò per una prima campagna di scavi nel territorio della villa il presidente della Pontificia Accademia di Archeologia, Luigi Biondi, che iniziò gli scavi.
Maria Cristina deputò alla direzione degli affari relativi alle belle arti ed antichità l'architetto ed archeologo Luigi Canina, al quale diede l'incarico di proseguire gli scavi a Tuscolo per "rinvenire oggetti di arte antica a beneficio dell'arte moderna". I ritrovamenti archeologici furono poi trasferiti nel Castello di Agliè.

### Ultimi anni e morte

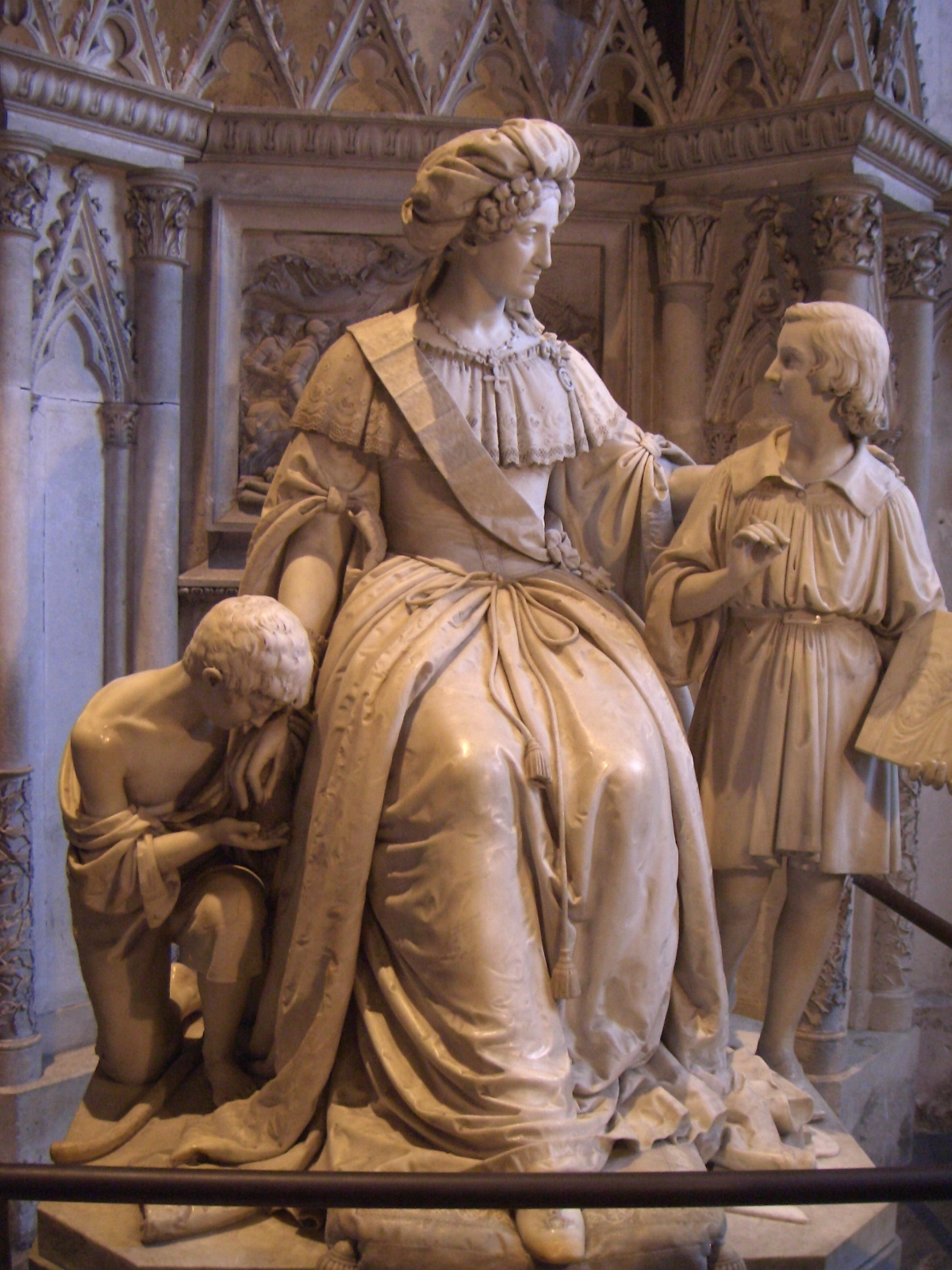
Statua di Maria Cristina, Abbazia di Altacomba

Carlo Felice morì nel 1831 dopo un regno di 10 anni. Terminato il periodo di lutto, la regina trascorse parecchio tempo presso la sua famiglia a Napoli e poi rientrò a Torino, alternando soggiorni tra Agliè, Frascati, Napoli e Altacomba, dove seguì il restauro dell'abbazia, affidando i lavori di scultura e di ornato a Benedetto Cacciatori.
Morì a Savona nel 1849.
È sepolta (monumento scolpito da Giovanni Albertoni) con suo marito Carlo Felice (monumento scolpito da Benedetto Cacciatori) nell'abbazia di Altacomba in Savoia.

## Eredità

### Luoghi dedicati a Maria Cristina

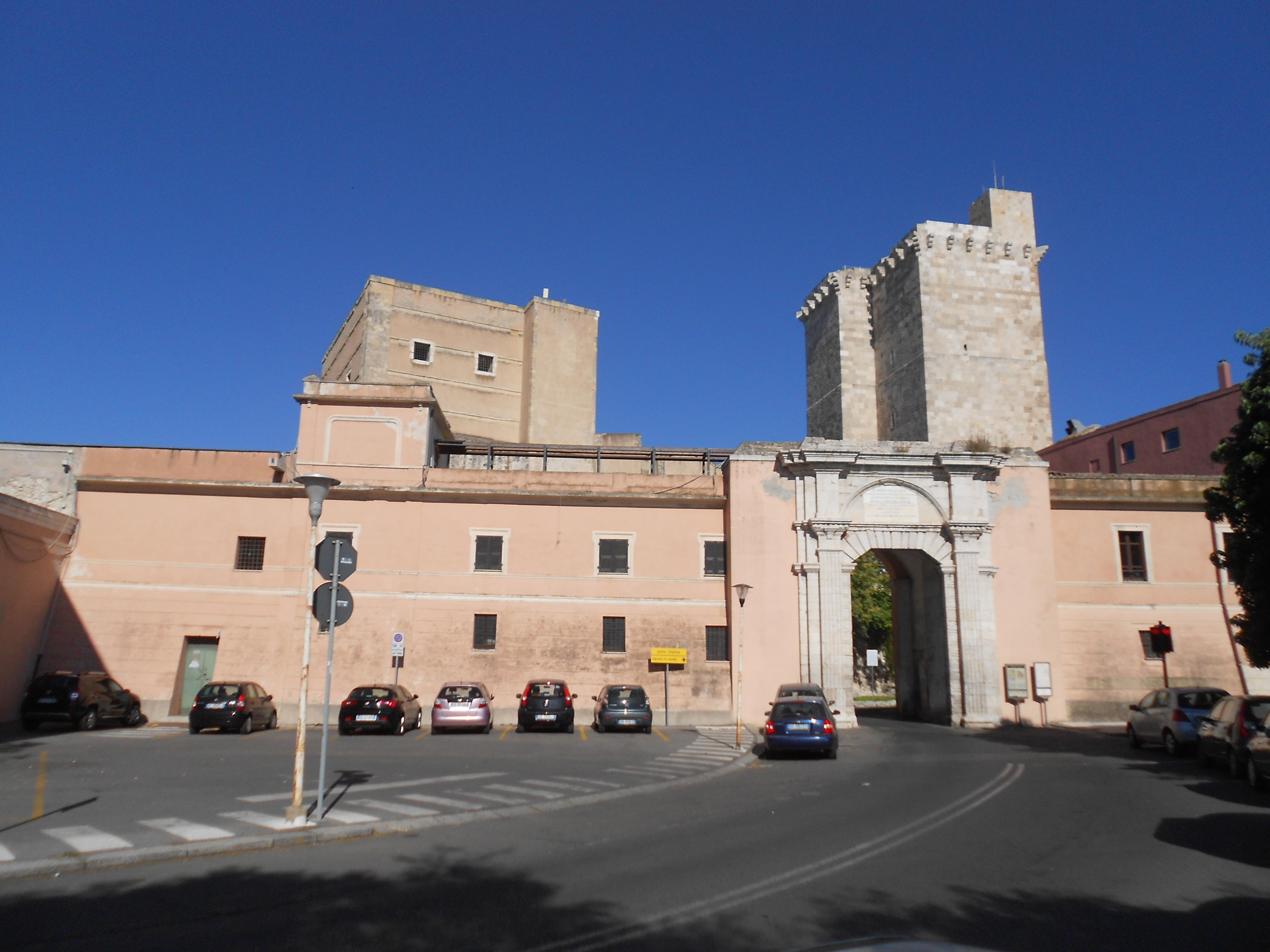
Porta Cristina a Cagliari.

A Cagliari le è dedicata una delle porte del quartiere del Castello, edificata dal marito Carlo Felice in qualità di re di Sardegna. All'esterno della porta, sul viale Buoncammino, una lapide ne descrive l'apertura e la dedica Mariae Christinae Reginae; il monumento è chiamato perciò porta Cristina.
Ad Aussois le è dedicato il Fort Marie-Christine del gruppo dei Forti della Haute-Maurienne (Savoia).

## Ascendenza
|                                    |                    |                                               | Genitori                                     |  |  | Nonni |  |  | Bisnonni            |  |  | Trisnonni              |  |
|                                    |                    |                                               |                                              |  |  |       |  |  | Filippo V di Spagna |  |  | Luigi, il Gran Delfino |  |
|                                    |                    |                                               |                                              |  |  |       |  |  | Filippo V di Spagna |  |  | Luigi, il Gran Delfino |  |
|                                    |                    | Maria Anna Vittoria di Baviera                |                                              |  |  |       |  |  | Filippo V di Spagna |  |  |                        |  |
| Carlo III di Spagna                |                    |                                               |                                              |  |  |       |  |  | Filippo V di Spagna |  |  |                        |  |
|                                    |                    | Elisabetta Farnese                            | Odoardo II Farnese                           |  |  |       |  |  |                     |  |  |                        |  |
|                                    |                    | Elisabetta Farnese                            | Odoardo II Farnese                           |  |  |       |  |  |                     |  |  |                        |  |
|                                    |                    | Elisabetta Farnese                            | Dorotea Sofia di Neuburg                     |  |  |       |  |  |                     |  |  |                        |  |
| Ferdinando I delle Due Sicilie     |                    | Elisabetta Farnese                            |                                              |  |  |       |  |  |                     |  |  |                        |  |
|                                    |                    | Augusto III di Polonia                        | Augusto II di Polonia                        |  |  |       |  |  |                     |  |  |                        |  |
|                                    |                    | Augusto III di Polonia                        | Augusto II di Polonia                        |  |  |       |  |  |                     |  |  |                        |  |
|                                    |                    | Augusto III di Polonia                        | Cristiana Eberardina di Brandeburgo-Bayreuth |  |  |       |  |  |                     |  |  |                        |  |
| Maria Amalia di Sassonia           |                    | Augusto III di Polonia                        |                                              |  |  |       |  |  |                     |  |  |                        |  |
|                                    |                    | Maria Giuseppa d'Austria                      | Giuseppe I d'Asburgo                         |  |  |       |  |  |                     |  |  |                        |  |
|                                    |                    | Maria Giuseppa d'Austria                      | Giuseppe I d'Asburgo                         |  |  |       |  |  |                     |  |  |                        |  |
|                                    |                    | Maria Giuseppa d'Austria                      | Guglielmina Amalia di Brunswick-Lüneburg     |  |  |       |  |  |                     |  |  |                        |  |
| Maria Cristina di Napoli e Sicilia |                    | Maria Giuseppa d'Austria                      |                                              |  |  |       |  |  |                     |  |  |                        |  |
|                                    | Leopoldo di Lorena | Carlo V di Lorena                             |                                              |  |  |       |  |  |                     |  |  |                        |  |
|                                    | Leopoldo di Lorena | Carlo V di Lorena                             |                                              |  |  |       |  |  |                     |  |  |                        |  |
|                                    | Leopoldo di Lorena | Eleonora Maria Giuseppina d'Austria           |                                              |  |  |       |  |  |                     |  |  |                        |  |
| Francesco I di Lorena              | Leopoldo di Lorena |                                               |                                              |  |  |       |  |  |                     |  |  |                        |  |
|                                    |                    | Elisabetta Carlotta di Borbone-Orléans        | Filippo I di Borbone-Orléans                 |  |  |       |  |  |                     |  |  |                        |  |
|                                    |                    | Elisabetta Carlotta di Borbone-Orléans        | Filippo I di Borbone-Orléans                 |  |  |       |  |  |                     |  |  |                        |  |
|                                    |                    | Elisabetta Carlotta di Borbone-Orléans        | Elisabetta Carlotta del Palatinato           |  |  |       |  |  |                     |  |  |                        |  |
| Maria Carolina d'Asburgo-Lorena    |                    | Elisabetta Carlotta di Borbone-Orléans        |                                              |  |  |       |  |  |                     |  |  |                        |  |
|                                    |                    | Carlo VI d'Asburgo                            | Leopoldo I d'Asburgo                         |  |  |       |  |  |                     |  |  |                        |  |
|                                    |                    | Carlo VI d'Asburgo                            | Leopoldo I d'Asburgo                         |  |  |       |  |  |                     |  |  |                        |  |
|                                    |                    | Carlo VI d'Asburgo                            | Eleonora del Palatinato-Neuburg              |  |  |       |  |  |                     |  |  |                        |  |
| Maria Teresa d'Austria             |                    | Carlo VI d'Asburgo                            |                                              |  |  |       |  |  |                     |  |  |                        |  |
|                                    |                    | Elisabetta Cristina di Brunswick-Wolfenbüttel | Luigi Rodolfo di Brunswick-Lüneburg          |  |  |       |  |  |                     |  |  |                        |  |
|                                    |                    | Elisabetta Cristina di Brunswick-Wolfenbüttel | Luigi Rodolfo di Brunswick-Lüneburg          |  |  |       |  |  |                     |  |  |                        |  |
|                                    |                    | Elisabetta Cristina di Brunswick-Wolfenbüttel | Cristina Luisa di Oettingen-Oettingen        |  |  |       |  |  |                     |  |  |                        |  |
|                                    |                    | Elisabetta Cristina di Brunswick-Wolfenbüttel |                                              |  |  |       |  |  |                     |  |  |                        |  |

## Titoli e trattamento
- 17 gennaio 1779 – 6 aprile 1807: Sua Altezza Reale, la principessa Maria Cristina di Napoli e Sicilia
- 6 aprile 1807 - 1815: Sua Altezza Reale, Maria Cristina di Savoia, marchesa di Susa
- 1815 - 4 giugno 1821: Sua Altezza Reale Maria Cristina di Savoia, duchessa di Genova
- 4 giugno 1821 - 27 aprile 1831: Sua Maestà, la Regina di Sardegna
- 27 aprile 1831 - 11 marzo 1849: Sua Maestà, la Regina Maria Cristina di Sardegna